# Bruno Coutinho
Bruno Coutinho (født 21. juni 1986) er en brasiliansk fodboldspiller.